# Kulla (Gottheit)
Der Ziegelgott Kulla (SIG4, hethitisch auch dGul-la-an) ist ein Sohn des Ea/Enki und der Damgalnunna/Damkina. Er residiert gewöhnlich im Apsû. Kulla verkörpert den Lehmziegel (sum. sig4, akkadisch libittu(m), arab. libn).
Der Name von Kulla ist unter anderem aus dem Mythos "Enki und die Weltordnung" überliefert. In der Beschwörung "Als Anu den Himmel erschuf" wurde das Urbild aller Tempel als Wohnstatt des Ea im Abzu erbaut. Lehm war hier vorhanden, alle anderen Materialien, wie Schilfrohr und Holz sowie die verschiedenen Handwerkergötter wie Kulla, Ninagal und Ninzadim erschuf Ea bei dieser Gelegenheit. Ziegel wurden gewöhnlich im Mai/Juni hergestellt, in Umma hieß der betreffende Monat "Monat des Ziegelmachens", in Nippur Monat des Kulla. Kulla wurden im Laufe der Bauarbeiten Opfer dargebracht. Nach Fertigstellung eines Gebäudes musste Kulla ausgetrieben werden, dies geschah durch das Ritual enūma kulla ušteṣṣu. Er sollte danach den Fluss herabsegeln.
Für gebrannte Ziegel ist der Gott Nunurra zuständig, für den Hausbau selber und besonders die Fundamente Mušdama (Ea ša itinni). Später wird aber auch Kulla als Baumeister des Ea, itinnu ša Ea bēl nuššē u libnāt beschrieben.
Kulla (dGul-la-an) wird auch in einem hethitischen Bauritual erwähnt, zusammen mit Ḫebat und Ea.